# Urumi (Schwert)
Das Urumi, auch (ind.) Surul Pattai, ist eine Waffe aus der indischen Kampfkunst Kalaripayattu.

## Beschreibung
Das Urumi besteht aus einer oder mehreren flexiblen Klingen, die zusammen an einem Heft aus Holz befestigt sind. Am Heft ist ein Bügel angebracht, der die Hand vor Verletzungen durch den Gegner und die eigene Waffe schützen soll. Die Klingen werden aus dünnen Federstahlbändern hergestellt und nur leicht gehärtet, so dass sie flexibel bleiben. Die Außenränder der Bänder werden scharf geschliffen. Im Gebrauch wird das Urumi kreisförmig um den Körper geführt und wie mit einer Peitsche zugeschlagen. Die Handhabung ist schwierig, da die Klingen den Träger leicht selbst treffen können. Anfänger beginnen das Training mit einem langen Stück Stoff. Der Vorteil des Urumi ist, dass Schilde keine vollständige Deckung bieten, da die flexiblen Klingen bei einem Auftreffen auf den Schild über den Schildrand schlagen und den Träger des Schildes verletzen können. Zum Tragen werden sie zusammengerollt und mit einem Seil oder einem Lederband gesichert. Die Urumi  werden bis heute in der indischen Kampfkunst Kalaripajattu (auch Kalari oder Kalaripajat) benutzt.